# 自行车基础设施

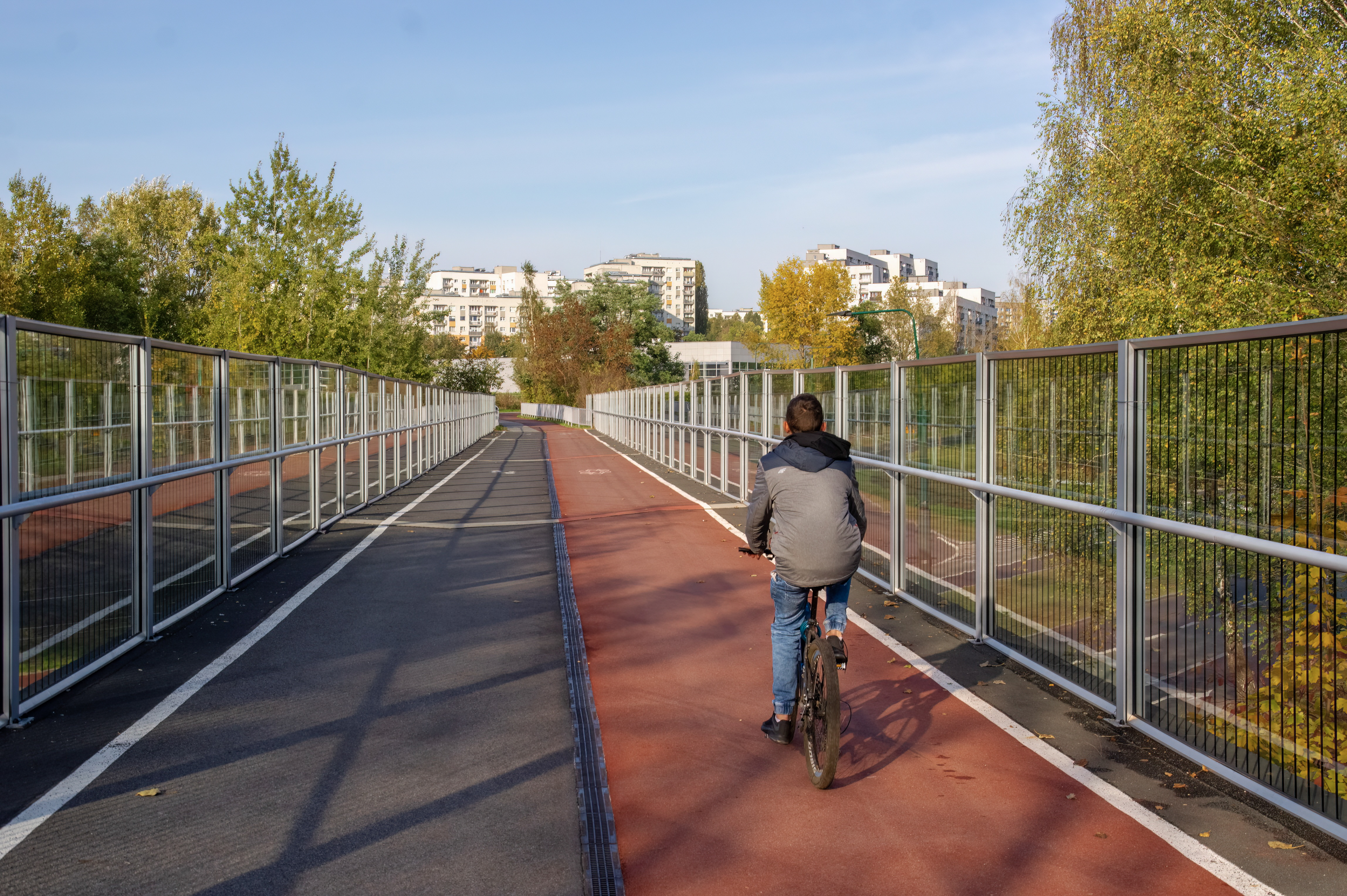
自行车基础设施

自行车基础设施是專門為骑自行车的人騎車時設計的基础设施。例如單車徑、铁路径以及人行道可能都可以算是自行车基础设施。允許騎車的機動車車道也算是自行车基础设施。自行车基础设施越多越完善，骑自行车出行的人就越多。 